# Gospodarska izložba
Gospodarska izložba ili Gospodarski sajam je u određenim vremenskim razdobljima ponavljajući i vremenski ograničen gospodarstveni događaj ili priredba, gdje se izlažu, prikazuju ili prodaju proizvodi, dobra i usluge.

## Podjela
Sajmovi se mogu podijeliti:
- Po sadržaju ponude, sajmovi mogu biti opći (npr. proljetni i jesenski Zagrebači velesajam) ili specijalizirani (po nekoj gospodarskoj oblasti, npr. sajam knjiga, namještaja, turizma...).
- Po značaju mogu biti lokalni, nacionalni ili međunarodni.

## Funkcija
Korisnici mogu usporediti i ponuditi različite usluge. Zbivanja općenito pridonose transparentnosti na tržištu i uspostavi međusobnih kontakata.
Sajmovi imaju određenu funkciju mjesta za razmjenu informacija.

### Razlozi za posjetu ili sudjelovanje na sajmu
Razlogi mogu biti primjerice
- potraga za novim dobavljačima
- saznanja o konkretnim rješenjima
- otkrivanje inovacija / trendova
- njega mreže kontakata
- potraga za poslom
- isprobati proizvode
- praćenje konkurencije
- da biste dobili opće informacije
- proširenje znanja / razmjena iskustava
- osvajanje novih kupaca
- posjeta kongresa / foruma

## Sajmovi u Hrvatskoj
Značajne gospodarske izložbe ili gospodarski sajmovi u Hrvatskoj su primjerice:
- Zagrebački velesajam
- Bjelovarski sajam
- Benkovački sajam

## Veliki svjetski sajmovi
| naziv                              | grad                           | unutrasnja površina | vanjska površina |
| ---------------------------------- | ------------------------------ | ------------------- | ---------------- |
| Hanover fairground                 | Hannover                       | 496000 m2           | 58070 m2         |
| World Market Center Las Vegas      | Las Vegas                      | 460000 m2           |                  |
| Fira de Barcelona                  | Barcelona                      | 365000 m2           | 50000 m2         |
| Killa Padia & New BaliYatra Ground | Cuttack                        | 343000 m2           | 550000 m2        |
| FieraMilano                        | Milano                         | 345000 m2           | 60000 m2         |
| Messe Frankfurt                    | Frankfurt                      | 321000 m2           | 83700 m2         |
| Las Vegas Convention Center        | Winchester, Nevada (Las Vegas) | 297000 m2           |                  |
| Kölnmesse                          | Köln                           | 284000 m2           | 100000 m2        |
| McCormick Place                    | Chicago                        | 248000 m2           |                  |

Posebne vrste sajmova:
- Pasar malam, večernji sajam u Indoneziji
- Sajam poslova, poslovni skup kojeg organizira Hrvatski zavod za zapošljavanje na kojem se uspostavljaju izravni kontakti gospodarstvenika-poslodavaca i tražitelja zaposlenja-potencijalnih djelatnika